# Everyone's Hero
Everyone's Hero (Brasil: O Pequeno Herói; Portugal Quico - O Pequeno Herói) é um filme de animação computadorizada, de 2006, dirigido por Colin Brady, Christopher Reeve (que estava trabalhando no filme no momento da sua morte), e Daniel St. Pierre, com música de John Debney. A maior parte do filme foi produzida pela IDT Entertainment em Toronto, com partes feitas pela Reel FX Creative Studios. Foi distribuído pela 20th Century Fox.

## Sinopse
Jovem garoto Yankee(Jake T. Austin) embarca em uma grande aventura em busca de um importante taco de baseball roubado, crime o qual seu pai foi acusado injustamente. Durante sua busca para recuperar a honra da familia encontra grandes amigos. Tudo é possivel, basta apenas não desistirmos de nossos sonhos.

## Elenco
- Jake T. Austin como Yankee Irving
- William H. Macy como Lefty Maginnis
- Mandy Patinkin como Stanely Irving
- Brian Dennehy como Babe Ruth
- Rob Reiner como Screwie
- Whoopi Goldberg como Darlin
- Raven-Symoné como Marti Brewster
- Forest Whitaker como Lonnie Brewster
- Robert Wagner como Mr. Robinson
- Dana Reeve como Emily Irving
- Richard Kind como Hobo Andy / Maitre'D
- Joe Torre como o gerente do New York Yankees
- Ed Helms como Hobo Louie
- Conor J. White como Hobo Arnold
- Robin Williams as Napoleon Cross.
- Richtie Allen como Oficial Bryant e vozes adicionais
- Patrick Warburton como o treinador Larry Benson
- Greta Nilssen como Ella Buntong

## Recepção

### Bilheteria
No fim de semana de estreia, o filme arrecadou US $ 6,1 milhões em 2.896 cinemas nos Estados Unidos e no Canadá, ocupando o terceiro lugar nas bilheterias, atrás de Gridiron Gang e The Black Dahlia. Ao final de sua execução, Everyone's Hero arrecadou US $ 14,5 milhões nos EUA e US $ 2,1 milhões internacionalmente, num total aproximado de US $ 16,6 milhões em todo o mundo.

### Crítica
No Metacritic, que atribui uma classificação normalizada de 100 a críticas dos principais críticos, o filme recebeu uma pontuação média de 51% com base em 20 críticas, o que indica críticas "mistas". Outro agregador, o Rotten Tomatoes, marcou o filme em 42% com base em 69 críticas. O consenso crítico do site diz: "Everyone's Hero é um conto tão previsível e sem graça que atrai principalmente as crianças pequenas; outros que buscam algo na liga da Pixar estão procurando o estádio errado". Jack Matthews, do New York Daily News, escreveu: "Quem entra no teatro deve deixar um vencedor". Gregory Kirschling, da Entertainment Weekly, classificou-o como B - e escreveu: "Everyone's Hero recria a América da era da Depressão com uma surpreendente ansiedade anacrônica", embora ele tenha criticado os designs dos personagens.

## Organização de cabos
Nos Estados Unidos, o FX foi ao ar em 12 de julho de 2009. Nos Estados Unidos, Telemundo exibiu o filme em 4 de outubro de 2009. Na América Latina, o Cartoon Network Latino exibiu o filme em 23 de novembro de 2011. Na Ásia, Disney Channel estreou em 29 de maio de 2012. Nos Estados Unidos, o FXM foi ao ar em 16 de junho de 2012. Também foi exibido no Disney XD nos Estados Unidos em 8 de abril de 2013 e 30 de março de 2014. Também foi exibido no Cartoon Network. nos Estados Unidos em 5 de novembro de 2016.

## Trilha Sonora
A trilha sonora, lançada pelas gravadoras Columbia Records / Sony Music Soundtrax, apresenta faixas da estrela do filme Raven-Symoné, vencedores do Grammy Wyclef Jean, Brooks & Dunn, Mary Chapin Carpenter e vários outros artistas.
1. The Best - John Ondrasik - 3:49
2. Keep On Swinging - Brooks & Dunn - 4:12
3. Dream Like New York - Tyrone Wells - 3:44
4. Chicago (That Toddling Town) - Chris Botti apresentando Lyle Lovett - 2:16
5. The Best Day of My Life - John Randall apresentando Jessi Alexander - 3:13
6. Keep Your Eye on the Ball - Raven-Symoné - 2:27
7. What You Do - Wyclef Jean apresentando Kontrast - 3:12
8. Swing It - Brooks & Dunn - 3:34
9. Take Me Out to the Ballgame - Lonestar - 2:43
10. The Bug - Mary Chapin Carpenter  – 3:48
11. The Tigers - John Debney apresentando Paris Bennett - 1:46
12. At Bat - John Debney  – 3:44